# Walterscheid (Much)
Walterscheid ist ein Ortsteil der Gemeinde Much im Rhein-Sieg-Kreis. Der Ort wurde 1079 erstmals urkundlich erwähnt.

## Lage
Walterscheid liegt auf den Hängen des Bergischen Landes. Nachbarorte sind Hohn im Südwesten und Stompen im Westen. 

## Einwohner
1901 hatte der Weiler 54 Einwohner. Hier lebten die Familien von Stephan Büth, Heinrich Josef Funken, Joh. Josef Krimmel, Joh. Josef Müller, Joh. Peter Müller, Peter Martin Müller, Witwe Peter Niess, Witwe Johann Radermacher, Joh. Peter Teuten, Gerhard Tillmann, Wilhelm Tillmann und Peter Martin Vollmar. Bis auf den Schuster Funken waren alle Ackerer.